# 4hero
4hero (initialement 4 Hero) est un groupe de drum and bass, particulièrement de jazzstep et de liquid funk, précurseur de ceux-ci, depuis les années 1990. Il est formé en 1989 par les londoniens Marc Mac (aka Marc Clair) et Dego (aka Dennis McFarlane).
4hero est connu comme pionnier du drum and bass, à la fois compositeurs en duo et découvreurs et promoteurs, par le label Reinforced Records qu'ils fondent en 1989, d'artistes du genre tels que Peshay ou Goldie.

## Albums
- In Rough Territory (Reinforced Records, 1991)
- Parallel Universe (Reinforced Records, 1995)
- Two Pages (4hero) (Talkin' Loud, 1998)
- Two Pages Remixed (Mercury Records, 1998)
- Two Pages Reinterpretations (Talkin' Loud, 1999)
- Creating Patterns (Talkin' Loud, 2001)
- The Remix Album (Raw Canvas Records, 2004)
- 4 Hero Present Brazilika (Far Out Recordings, 2006)
- Play with the Changes (Raw Canvas Records, 2007)
- Extensions (Raw Canvas Records, 2009)